# Барков, Александр Сергеевич (географ)
Алекса́ндр Серге́евич Барко́в (1873 — 1953) — российский советский географ, профессор, доктор географических наук, академик Академии педагогических наук РСФСР. Заслуженный деятель науки РСФСР (1945).

## Биография
Родился 13 мая 1873 года в семье крестьянина, отставного унтер-офицера Сергея Игнатьевича Баркова в селе Покровском Епифанского уезда Тульской губернии.
Окончил земское училище в 1882 году, три года учился в Епифанском уездном училище, затем с 1886 по 1894 год — в Тульской гимназии, которую окончил с отличием.
В 1894—1898 годах учился на отделении естественных наук физико-математического факультета Московского университета, которое окончил с золотой медалью и дипломом I степени. Был учеником профессора Д. Н. Анучина. С 1899 года начал преподавательскую деятельность.
Один из первых преподавателей Московского промышленного училища памяти 25-летия царствования императора Александра II.
В 1911 году был назначен директором мужской гимназии А. Е. Флёрова, впоследствии — школы № 110, в которой проработал до 1925 года.
С 1920 года одновременно заведовал школьным подотделом в Московском отделе народного образования (МОНО).
В 1935 году получил степень доктора географических наук.
В 1944 году избран действительным членом Академии педагогических наук РСФСР. В июле 1945 года А. С. Баркову присвоено звание Заслуженного деятеля науки РСФСР.
Награждён орденом Ленина и орденом Трудового Красного Знамени.
Жена — Гали  Евгеньевна Ивакинская (1887—1960), урожденная Кламмер, актриса Московского детского театра. В 1920-х годах участвовала в «рыцарском» кружке «Орден Духа», с 1924 — «Орден Света», примыкавшем к масонам. На заседаниях кружка присутствовал и А. С. Барков.
В 1930 году кружок попал в поле зрения НКВД и был разогнан, некоторые члены осуждены.

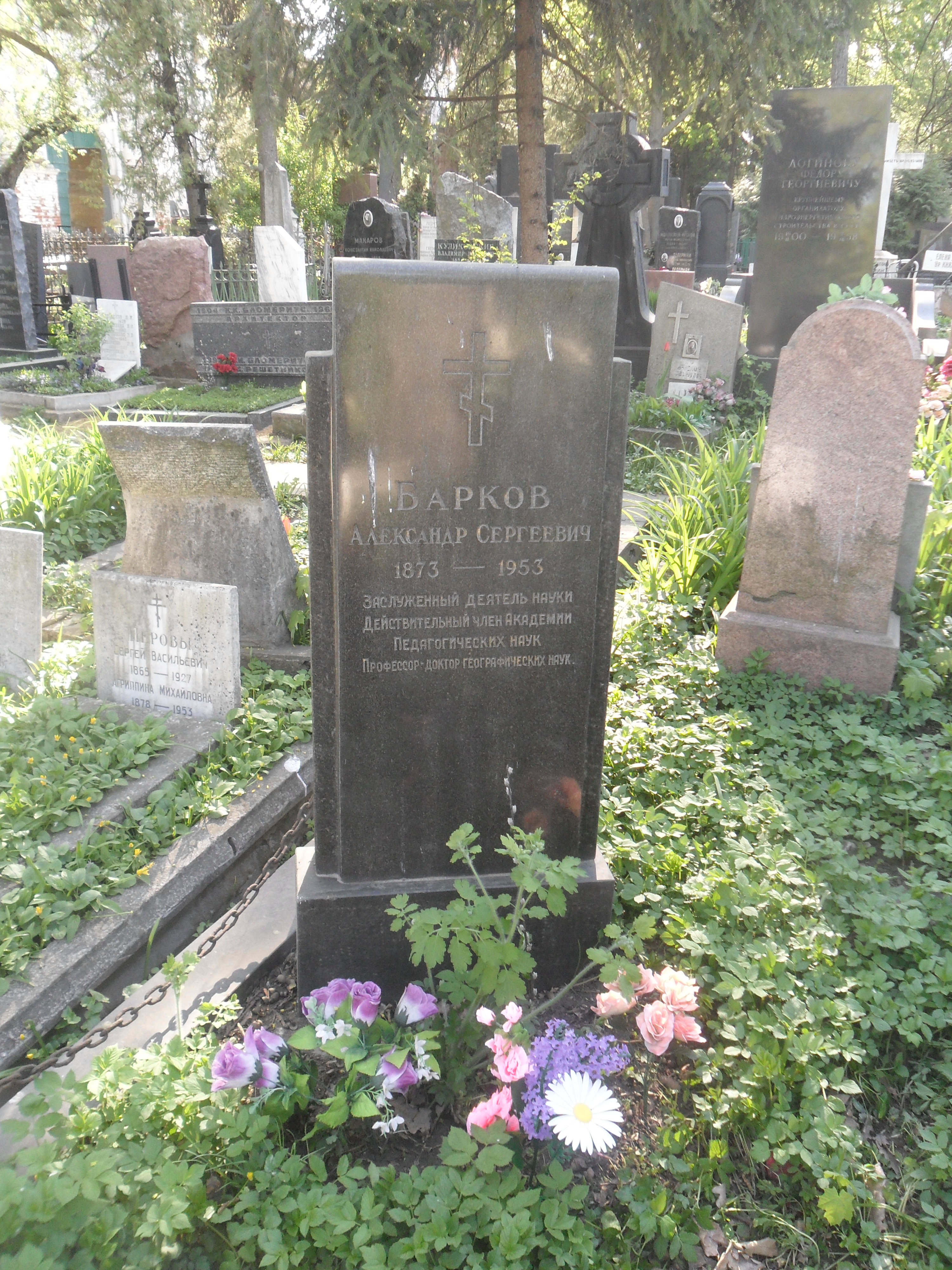
Могила Баркова на Новодевичьем кладбище Москвы.

А. С. Барков скончался 28 декабря 1953 года в Москве. Смерть застала его за переработкой к новому, третьему изданию «Словаря-справочника по физической географии» (вышел посмертно в 1954, а затем ещё раз в 1958). Похоронен на Новодевичьем кладбище.

## Научная и педагогическая деятельность
В 1900—1904 годах Д. Н. Анучин и его ученики А. С. Барков, С. Г. Григорьев, А. А. Крубер, С. В. Чефранов издали серию иллюстрированных хрестоматий для школ: «Азия», «Америка», «Африка», «Европа», «Австралия», «Азиатская Россия», «Европейская Россия».
С 1897 года вёл частную педагогическую практику, с 1899 года преподавал географию в учебных заведениях Москвы: в Александровском училище, на Высших женских курсах.
В 1903 году с группой соавторов издал учебник «Начальный курс географии», в 1905 году «Курс географии Европы (Западная Европа)», затем — «Курс географии России».
В 1909 году совместно с А. А. Борзовым составил серию методических плакатов по географии России.
С 1924 года преподавал в Индустриально-педагогическом институте им. К. Либкнехта (располагавшtмся в Москве на Спартаковской улице, дом 2/1), в Московском государственном педагогическом институте им. В. И. Ленина, которые объединились впоследствии, в 1937 году.
В 1926—1941 годах руководил кафедрой физической географии МГПИ.
В 1920—1930-х годах участвовал в ряде научно-исследовательских экспедиций в Московской и Архангельской областях, в Крыму, был в зарубежных поездках, исследовал карстовые явления.
В 1930 году был руководителем географической экспедиции по подготовке строительства Куйбышевского гидроузла.
В 1928—1937 годах был редактором отдела физической географии Большой и Малой советских энциклопедий.
В 1931—1950 годах преподавал в Московском государственном университете им. М. В. Ломоносова; с 1943 года до 1950 года возглавлял кафедру физической географии зарубежных стран. В период эвакуации МГУ (1941—1943) читал лекции в Ашхабадском государственном педагогическом институте.
В 1935 году совместно с А. А. Половинкиным создал учебник для 5-го класса средней школы «Физическая география», который до 1954 года переиздавался 18 раз, был переведен почти на все языки народов СССР.
В 1940 году издал «Словарь-справочник по физической географии», выдержавший 4 издания (последнее в 1958 году).
В 1944—1947 годах руководил кабинетом методики географии в Научно-исследовательском институте методов обучения АПН РСФСР, до 1950 года — старший научный сотрудник института.
Разработал курсы физической географии СССР и зарубежных стран, страноведения, общего землеведения, методики преподавания географии. Издавал работы по страноведению для студентов географических факультетов педагогических институтов. Составленные А. С. Барковым и его единомышленниками учебники, хрестоматии и методические материалы по географии считались лучшими для того времени.

## Основные работы
- Крубер А. А., Григорьев С. Г., Барков А. С., Чефранов С. В. Америка: Иллюстрированный географический сборник. Типо-литография Т-ва И. Н. Кушнерев и Ко, 1901.
- Барков А. С., Половинкин А. А. Физическая география: учебник для 5-го класса неполной средней и средней школы. М.-Л., 1935. — 150 с.
- Барков А. С. Словарь-справочник по физической географии. — М., 1940.
  - Барков А. С. Словарь-справочник по физической географии: Пособие для преподавателей географии. — Изд. 2-е, перераб. и доп. — М.: Учпедгиз, 1948. — 304 с. (в пер.)
  - Барков А. С. Словарь-справочник по физической географии. — Изд. 3-е, перераб. и доп. — М.: Учпедгиз, 1954. — 308 с. — 75 000 экз. (в пер.)
  - Барков А. С. Словарь-справочник по физической географии: Пособие для учителей географии. — Изд. 4-е, доп. и перераб. — М.: Учпедгиз, 1958. — 330 с. — 35 000 экз. (в пер.)
- Барков А. С. Университетская география и средняя школа // Учёные записки МГУ. Географическая юбилейная серия, вып. 55, 1940.
- Барков А. С. Задачи курса физико-географического страноведения в высшей школе // Учёные записки МГУ. География, кн. 2, вып. 119, 1946.
- Барков А. С. Физическая география частей света: Африка. — М.: Учпедгиз, 1953. — 320 с. — (Физическая география частей света). — 25 000 экз. (в пер.)
- Барков А. С. Из моей жизни // Вопросы географии. — М., 1957. — Сб. 40. — С. 7-19.
- Барков А. С. Вопросы методики и истории географии (избранные работы). — М.: Изд-во АПН РСФСР, 1961. — 264 с.

## Память
В честь А. С. Баркова названы:
- вулкан Баркова на острове Парамушир (название присвоено после 1946 г.)[8];
- ледник в Антарктиде (ледник Баркова, Земля Королевы Мод, 71°45′ ю.ш., 10°28′ в.д., ледник открыт и нанесён на карту в 1961 году, название присвоено в 1966 году)[8].